# Placebo

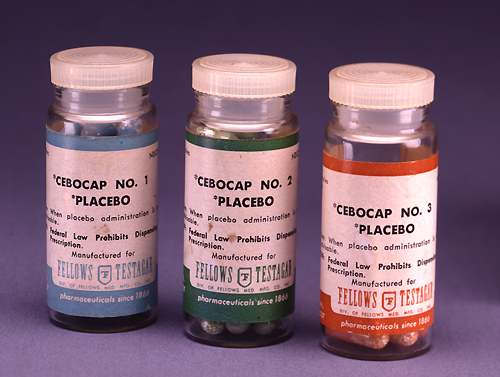
Placebos são normalmente comprimidos inertes, como pílulas de açúcar

Um placebo pode ser definido aproximadamente como um tratamento médico simulado ou falso. Os placebos comuns incluem comprimidos inertes (como pílulas de açúcar), injeções inertes (como solução salina), cirurgia simulada e outros procedimentos.
Placebos são usados em ensaios clínicos randomizados para testar a eficácia de tratamentos médicos. Em um ensaio clínico controlado por placebo, qualquer alteração no grupo de controle é conhecida como resposta placebo, e a diferença entre isso e o resultado de nenhum tratamento é o efeito placebo. Placebos em ensaios clínicos devem idealmente ser indistinguíveis dos chamados tratamentos verum sob investigação, exceto pelo efeito medicinal hipotético particular deste último. Isso serve para proteger os participantes do teste (com seu consentimento) de saber quem está recebendo o placebo e quem está recebendo o tratamento em teste, pois as expectativas de eficácia dos pacientes e médicos podem influenciar os resultados.
A ideia de um efeito placebo foi discutida na psicologia do século XVIII, mas tornou-se mais proeminente no século XX. Estudos modernos descobrem que os placebos podem afetar alguns resultados, como dor e náusea, mas, de outra forma, geralmente não têm efeitos clínicos importantes. As melhorias que os pacientes experimentam após serem tratados com um placebo também podem ser devidas a fatores não relacionados, como a regressão à média (um efeito estatístico em que uma medição anormalmente alta ou baixa provavelmente será seguida por uma menos extrema). O uso de placebos na medicina clínica levanta preocupações éticas, especialmente se forem disfarçados como um tratamento ativo, pois isso introduz desonestidade na relação médico-paciente e ignora o consentimento informado.
Os placebos também são populares porque podem, por vezes, produzir alívio através de mecanismos psicológicos (um fenómeno conhecido como "efeito placebo"). Podem afetar a forma como os pacientes percebem a sua condição e estimular os processos químicos do corpo para aliviar a dor e alguns outros sintomas, mas não têm impacto na doença em si.

## Etimologia
O termo latino placebo significa serei agradável. Foi usado como um nome para as Vésperas no Ofício de Defuntos, retirado de seu incipit, uma citação do Salmo 116:9 da Vulgata (Salmo 114:9 nas bíblias modernas), placēbō Dominō in regiōne vīvōrum, "agradarei ao Senhor na terra dos viventes". A partir disso, um cantor de placebo tornou-se associado a alguém que falsamente alegou uma conexão com o falecido para obter uma parte da refeição fúnebre e, portanto, um bajulador e, portanto, um ato enganoso para agradar.

## Definições
A definição de placebo tem sido debatida. Uma definição afirma que um processo de tratamento é um placebo quando nenhum dos fatores de tratamento característicos são eficazes (corretivos ou prejudiciais) no paciente para uma determinada doença.
Em um ensaio clínico, uma resposta placebo é a resposta medida dos indivíduos a um placebo; o efeito placebo é a diferença entre essa resposta e nenhum tratamento. A resposta placebo pode incluir melhorias devido à cura natural, declínios devido à progressão natural da doença, a tendência de pessoas que estavam temporariamente se sentindo melhor ou pior do que o normal de retornar às suas situações médias (regressão à média) e erros nos registros do ensaio clínico, que podem fazer parecer que uma mudança aconteceu quando nada mudou. Também faz parte da resposta registrada a qualquer intervenção médica ativa.
Os efeitos mensuráveis do placebo podem ser objetivos (por exemplo, redução da pressão arterial) ou subjetivos (por exemplo, redução da percepção da dor).

## História
A história do placebo remonta à Idade Média, quando o termo era associado a rituais cristãos de luto. A palavra "placebo" deriva do Salmo Latino "placebo domino in regione vivorum" (Eu agradarei ao Senhor na terra dos vivos), que era cantado em funerais. Posteriormente, o termo passou a se referir a substitutos para tratamentos reais, como pílulas de açúcar, usadas para tranquilizar pacientes em uma era onde tratamentos eficazes eram escassos.
No século XVIII, o conceito de placebo se expandiu com o trabalho de Franz Anton Mesmer e sua hipótese do magnetismo animal. Mesmer acreditava que todas as doenças surgiam de um fluxo desordenado de uma "força vital", que ele alegava poder reorganizar usando hastes magnéticas. Sua prática se tornou um fenômeno popular até que a Académie Française, em 1784, realizou um teste cego que revelou que os efeitos de suas curas estavam relacionados à sugestão, não ao magnetismo. As pessoa experimentavam mudanças em sua condição (como alívio de sintomas) devido à sua própria expectativa de melhora.
William Cullen, médico escocês, foi um dos primeiros a prescrever deliberadamente placebos no século XVIII para apaziguar seus pacientes, embora o termo "efeito placebo" só tenha sido introduzido na medicina no início do século XX.

## Placebo em terapias
Além dos medicamentos, o placebo também pode ser utilizado em terapias diversas e em pesquisas científicas. Um exemplo é a terapia a laser. Nesse caso, o laser é aplicado no paciente no modo desligado, podendo ser associado a um medicamento ou não. Depois, liga-se o laser, com a intenção de identificar se há melhora ou não. A irradiação do laser desligado pode ser considerado um efeito placebo. A utilização desse método em terapias tem sido bastante eficaz para comprovar a efetividade de uma determinada terapia.

## Efeitos do placebo no cérebro
O placebo pode ser eficaz porque pode reduzir a ansiedade do paciente, revertendo, assim, uma série de respostas psicossomáticas e levando a uma sensação de bem-estar. Este efeito, por vezes, é de fato real e benéfico ao paciente.
O efeito placebo é particularmente importante nos mecanismos cerebrais que trazem consciência aos estímulos nervosos atrelados à dor, sendo a sensação experimentada em grande parte dependente da forma como se pensa a mesma. Relata-se, nesses casos, que o efeito placebo é capaz de aliviar ou mesmo suprimir por completo a sensação de dor, mesmo que o estímulo doloroso - uma ferida por exemplo - continue a sensibilizar as vias neurais correspondentes com igual intensidade. O fenômeno inverso - conhecido como efeito nocebo - também mostra-se, por vezes, bem real: a expectativa de que a dor seja excruciante pode constituir causa suficiente para que realmente se perceba a mesma como tal, mesmo que a causa atrelada às vias sensoriais não justifique, por si, tal sensação.
Os placebos são aplicados para se testar os reais efeitos de medicamentos e terapias. São usados em estudos duplamente cegos e consistem no uso de cápsulas desprovidas de substâncias terapêuticas ou contendo produtos reconhecidos como inertes e inócuos, que são administrados a grupos de estudo humanos ou animais (chamados de "população" em investigação científica) para comparar e validar os efeitos desses medicamentos. O princípio subjacente é o de que, num ensaio com placebo, parte do sucesso da substância ativa pode ser devido não a esta mas sim ao efeito placebo da mesma. A análise estatística verificará, posteriormente, se o efeito do medicamento versus o placebo é realmente significativo ou não. Existem muitas patologias suscetíveis ao efeito placebo, como é o caso da insuficiência venosa.

## Efeitos do placebo em animais
O efeito de placebo também pode ser percebido em animais, embora a compreensão acerca desses efeitos em seres sencientes não-humanos seja limitado devido à ausência de comunicação deles com humanos e a capacidade mais reduzida de avaliação objetiva de efeitos como dor em animais. A existência de efeito placebo em animais mostra que o efeito não é puramente psicológico, dadas as diferenças cognitivas entre humanos e não-humanos. O tema permanece sob intensa investigação, não apenas no que diz respeito ao conhecimento humano destes efeitos em animais, mas também em como podem ser utilizados para compreender e estudar efeitos em estudos pré-clínicos visando aplicação humana.